# 堤功長
堤 功長（つつみ いさなが）は、幕末の公家、明治から大正期の神職・政治家。貴族院子爵議員。

## 経歴
山城国京都で権中納言・甘露寺愛長の五男として生まれ、右兵衛督・堤哲長の養子となる。安政2年6月14日（1855年7月27日）叙爵し、安政5年9月24日（1858年10月30日）に元服して昇殿を許され勘解由次官に任じられた。その後、右兵衛佐となり明治維新を迎えた。1884年（明治17年）7月8日、子爵を叙爵した。
1873年（明治6年）4月18日、若松県十四等出仕に任じられた。以後、史生、談山神社宮司兼中講義、中祗候、岩手県属、青山御所祗候などを務めた。
1892年（明治25年）7月30日、貴族院子爵議員補欠選挙で当選し、死去するまで三期在任した。
1913年11月、病のため赤十字病院で死去した。

## 系譜
- 父：甘露寺愛長
- 母：家女房[10]
- 養父：堤哲長
- 妻：堤賢子（ますこ、岐阜県西光寺住職・長沢賢成長女）[1][5]
- 長男：堤雄長（貴族院子爵議員）[1]
- 娘：松子（渡辺洪基夫人）[1]